# AGM-124 Wasp
AGM-124 Wasp var en flygburen pansarvärnsrobot som utvecklades av Hughes Aircraft inom WAAM-programmet (Wide-Area Anti-Armour Munitions). Målsättningen var att producera ett vapensystem med precisionsstyrd ammunition som kunde användas mot fientliga pansarförband utan att behöva upptäcka och sikta på enskilda fordon.
Wasp var tänkt att avfyras i svärmar mot områden där man visste att det fanns fientliga pansarförband. Därför bars robotarna i kapslar med sex avfyringstuber laddade med två robotar i varje. När den främre roboten avfyrades avlänkades raketflamman utåt sidan för att skydda roboten bakom. Efter avfyring flyger robotarna över målområdet och söker av det med sin 94 GHz mikrovågsradar efter stora metallföremål.
Roboten började designas 1979 i konkurrens med Boeing. Radarn började designas 1981 och 1983 gjordes de första provskjutningarna. Radarn visade sig ha förmågan att hitta sina mål trots radarstörning och markekon. Projektet föreföll mycket lovande och produktionen planerades starta 1987, men i oktober 1983 avbröts programmet.